# Macao (Glücksspiel)
Macao ist möglicherweise ein Vorläufer des Baccara; der Name ist dem „Monte Carlo des Ostens“ (Macau) entliehen, das Spiel selbst stammt aber aus Ungarn.
Macao wird mit französischen Karten gespielt, Macao ist ein Karten-Glücksspiel ähnlich dem Onze et demi, Vingt un, Trente un oder Siebzehn und Vier. Die Idee des Macao wird auch im gleichnamigen Würfelspiel benutzt.

## Das Spiel
Jeder Pointeur erhält vom Bankier eine Karte, weitere Karten darf man hinzukaufen. Ass zählt eins, Zehner und Bilder null, die übrigen Blätter nach ihrer Augenzahl. Es kommt darauf an, möglichst schnell neun oder doch möglichst nahe an neun Augen in der Hand zu halten.
Erhält man als erste Karte eine Neun, so ist dies ein großer Schlag, und man gewinnt den doppelten Einsatz; es sei denn, der Bankhalter hat ebenfalls einen großen Schlag: in diesem Fall zieht der Bankier von allen Spielern den doppelten Einsatz ein, nur der Pointeur, welcher auch eine Neun hat, verliert einfach. Eine Acht als erste Karte nennt man kleiner Schlag.
Wer sich verkauft (d. h. mehr als neun Augen erhält), verliert seinen Einsatz sofort. Verkauft sich der Bankier, so gewinnen alle Spieler, die neun oder weniger Augen halten. Hält ein Spieler mehr Augen als der Bankhalter, so gewinnt er einfach; hält er weniger, so verliert er seinen Einsatz. Hat ein Spieler gleich viele Augen wie der Bankhalter, so entscheidet die Anzahl der Karten: wer weniger Karten hält gewinnt; bei gleicher Points- und Kartenzahl gewinnt stets der Bankhalter.
Quelle: Meyers Konversationslexikon von 1908

## Unterschiede zwischen Macao und Baccara
Bei Macao darf ein Spieler beliebig viele Karten zukaufen; überschreitet er neun Punkte, so verliert er sofort. Bei den verschiedenen Varianten des Baccara darf ein Spieler aber nur höchstens eine Karte ziehen. Überschreitet ein Spieler neun Punkte, so zählt beim Baccara nur die Einerstelle, d. h. ein Spieler kann sich durch Kauf zwar verschlechtern, das Überschreiten von neun Punkten bedeutet aber nicht notwendigerweise den Verlust des Coups.
Bei Macao erhalten alle Pointeure Karten, beim Baccara chemin de fer jedoch nur ein Pointeur und beim Baccara banque nur zwei Pointeure (einer an jeder Tischhälfte).

## Literarische Rezeption
Das Spiel in Arthur Schnitzlers Novelle Spiel im Morgengrauen wird zwar einmal als „Bakkarat“ namentlich genannt, nach den in der Novelle enthaltenen Hinweisen handelt es sich jedoch um Macao.